# Сергєєв Володимир Володимирович (шахіст)
Володимир Сергєєв (нар. 1 травня 1964) — український шахіст, гросмейстер від 2007 року.
Історик, кандидат наук, закінчив Київський університет ім. Т. Г. Шевченко.

## Шахова кар'єра
На міжнародній арені з'явився після розпаду Радянського Союзу, невдовзі почав досягати перших успіхів. 1993 року посів високі місця на турнірах за швейцарською системою в Дрездені, Чеських Будейовицях i Пардубице. 1996 року виконав у Каппель-ла-Гранд першу гросмейстерську норму, переміг у Братиславі та Бардієві, а також посів 2-ге місце (позаду Геннадія Тимощенка) в Старому Смоковці. У наступних роках досягнув успіхів, зокрема, в таких містах:
- Нове Замки (1999, міжнародний чемпіонат Словаччини, посів 1-ше місце),
- Прага (2000, посів 1-ше місце),
- Оломоуц (2001, посів 1-ше місце),
- Балатонлель (2002, посів 2-ге місце позаду Бориса Чаталбашева),
- Будапешт (2003, турнір First Saturday FS12 IM, посів 1-ше місце),
- Маріанські Лазні (2003, посів 1-ше місце),
- Ліберець (2005, посів 1-ше місце),
- Табор — двічі (2005, посів 1-ше місце, а також 2007, поділив 1-ше місце разом з Олафом Гайнцелем),
- Київ — двічі вигравав меморіали Ігора Платонова (2005, 2006), а також посів 2-ге місце позаду Володимира Баклана (2006),
- Лігниця (2007, посів 1-ше місце),
- Острава (2007, поділив 1-ше місце разом із, зокрема, Клаудіушем Урбаном),
- Карвіна (2007, поділив 1-ше місце разом з Йозефом Міхенкою),
- Кошалін (2008, поділив 2-ге місце позаду Володимира Маланюка, разом з Вадимом Шишкіним),
- Вроцлав (2008, поділив 1-ше місце разом із, зокрема, Володимиром Маланюком).

Увага: список успіхів неповний (поповнити від 2009 року).
Найвищий рейтинг Ело дотепер мав станом на 1 вересня 2011 року, досягнувши 2526 пунктів, посідав тоді 48-ме місце серед українських шахістів.

## Турнірні результати

### Чемпіонати України
Володимир Сергєєв зіграв у чотирьох фінальних турнірах чемпіонатів України, набравши загалом 19½ очок з 42 можливих (+11-14=17).
| Рік  | Місто        | Турнір                 | + | − | = | Результат | Місце |
| ---- | ------------ | ---------------------- | - | - | - | --------- | ----- |
| 1983 | Мелітополь   | 52-й чемпіонат України | 4 | 2 | 3 | 5½ з 9    | 7—14  |
| 1984 | Київ         | 53-й чемпіонат України | 2 | 8 | 5 | 4½ з 15   | 16    |
| 2001 | Орджонікідзе | 70-й чемпіонат України | 1 | 3 | 5 | 3½ з 9    | 23—27 |
| 2003 | Сімферополь  | 72-й чемпіонат України | 4 | 1 | 4 | 6 з 9     | 13    |